# دلارا کاظموا
دلارا کاظموا (به انگلیسی: Dilara Kazimova) (زاده ۲۰ می ۱۹۸۴) خواننده و بازیگر آذربایجانی است.
او در مسابقه آواز یوروویژن ۲۰۱۴ نماینده آذربایجان بود.